# 東庄町
東庄町（とうのしょうまち）は、千葉県の北東部に位置し、香取郡に属する町。町名は、中世の荘園である東荘（東庄）にちなむ。

## 地理

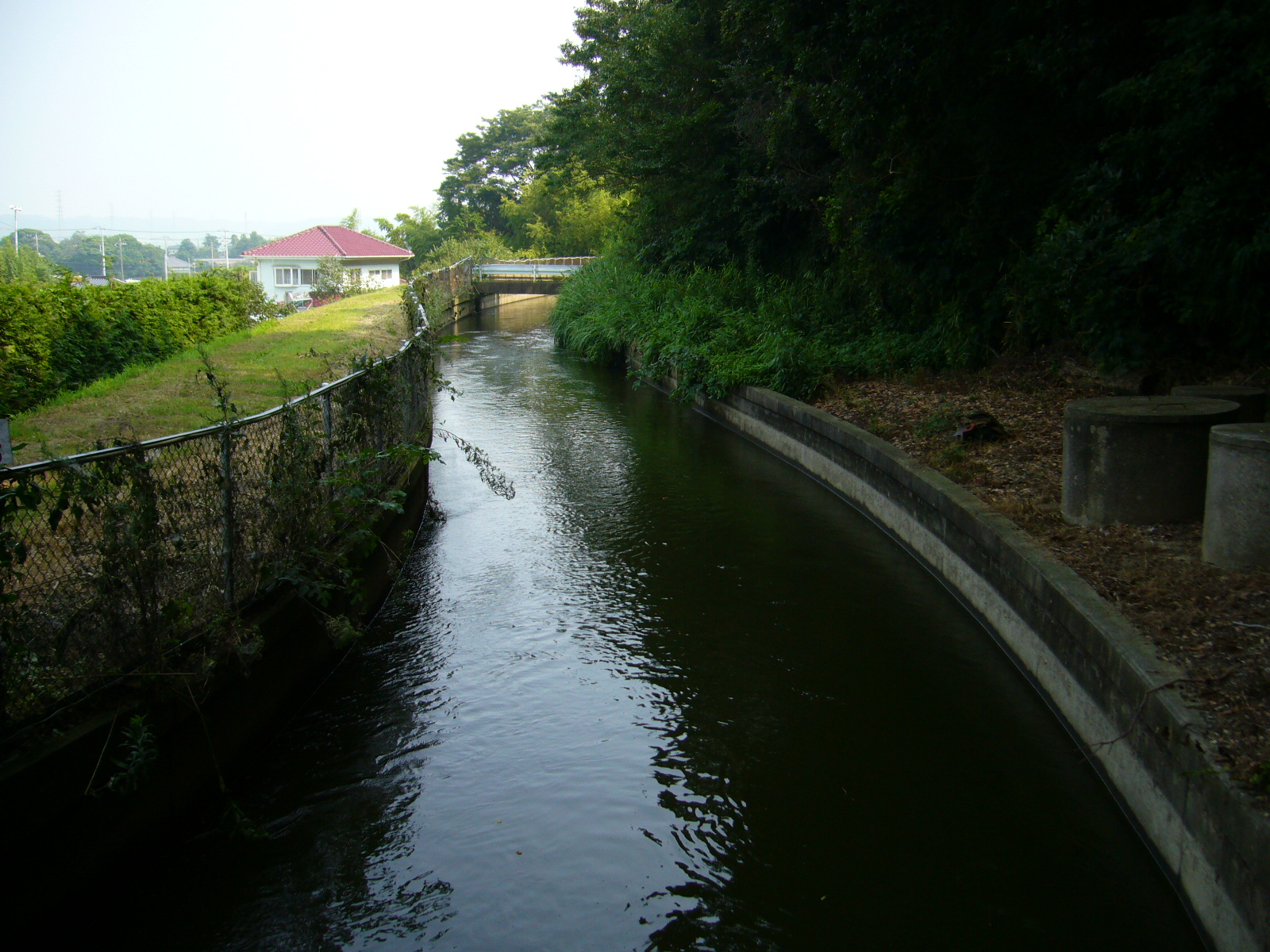
大利根用水（疏水百選）

千葉県北東部、香取郡の東端に位置し、県庁所在地である千葉市から約55キロメートルの距離である。東京都の都心から80 - 90キロメートル圏内である。都市雇用圏における神栖都市圏に含まれており、通勤率は、神栖市へ14.5%、香取市へ12.4%（いずれも平成22年国勢調査）。利根川を境に茨城県と接している。
関東平野に含まれ、下総台地の東端に近い丘陵地帯を挟む。北側に利根川沿いの低地、南側に九十九里平野の北辺を含む。西北端にあたる笹川地区周辺のみ平坦地であり、大部分が台地である。標高は、平均で海抜40 - 50メートル。最高56.5メートル。各所に谷津田が入り組むように刻まれている。九十九里平野北部への農業用水の供給を目的とした大利根用水（用水路）が流れる。

### 難読地名
- 羽計（はばかり）
- 稲荷入（とうかいり）

### 隣接する自治体
- 千葉県
  - 香取市
  - 旭市
  - 銚子市
- 茨城県
  - 神栖市

## 歴史
古くは、香取海に面した重要な地であり、古代においては陸奥国へ通じる交通の要衝であった。平安時代中期、長元2年（1029年）の平忠常の乱で房総一帯が平忠常の支配下に入り、当町の中央部に残る大友城跡を忠常の居城に比定する説もある。乱は数年後には平定され、忠常は降伏したが子孫たちは処刑されることもなく千葉氏と称して房総一帯に繁栄した。その重要な根拠地として東庄があり、源頼朝に重臣として仕えた千葉常胤の第六子胤頼は、東氏を称して東庄を根拠地とし戦国期に至るまで歴代にわたって繁栄し、その総鎮守として東大社が崇敬された。この神社の沿革は古代に遡るもので、平安時代末期以来20年に1度の銚子外川浜までの神輿行列が渡御する神幸祭が今なお続けられている。
近世に入り、東氏もここで没落し、徳川氏の関東入国後天正検地が行われた。当地には後の小見川藩初代藩主松平家忠が藩主となった上代藩が短期間おかれただけで家忠以後大名は配置されず、幕府直轄地や大名、旗本の小規模領地が複雑に入り組んで配置され幕末に及んだ。江戸末期には「天保水滸伝」のような事件が発生するなど、この地に博徒が横行したが、その一方、学問も盛んで江戸後期には平田篤胤が逗留したこともある。また旧笹川村からは林半兵衛のような和算家も輩出されている。
明治維新後、笹川村、神代村、東城村、橘村が形成され、商業、水産や農業が盛んとなった。1931年（昭和6年）には国鉄成田線が笹川駅まで延伸され、同8年（1933年）には下総橘駅を経て松岸駅まで開業した。当時茨城県側からは渡し船で当地と連絡しており、交通、教育、商取引の面で関係が深かった。その後、1955年（昭和30年）7月には合併により当町「東庄町」が誕生。1971年（昭和46年）3月に、当町と利根川対岸の神栖市にまたがる塩害防止と水資源確保を目的とした全長約1キロメートルの河口堰である利根川河口堰が完成した。また対岸の神栖市や鹿嶋市などで、昭和30年代から鹿島臨海工業地帯の開発が行われ、それに伴う人口増により当町内にも住宅団地が造成されるなど、現在も利根川対岸の茨城県との関係が深い。

### 郷土史
当地には鹿之戸村があった（旧笹川村範囲）が、これはもともと鹿之渡であり、鹿島神宮の神鹿が、香取神宮との往来の際にここを通過したからだといわれている。春日大社に鹿嶋神の分霊を勧請したときも分霊を鹿にのせてここを通過したとも。源頼朝が鹿島神宮に自ら参拝したときには、当地の東氏の館に宿泊したといわれている。鹿島神宮から南下して、直線距離で一番近い利根川の渡河点は東氏の居城とされた森山城・須賀山城跡にあたる。
古くは、高望王の子で千葉氏の祖平良文がここに拠点の一つを置いていたとされる。また、千葉常胤もここを下総国府台、佐倉、千葉などと並んで、拠点の一つにしていた。常胤は六男の胤頼にここを与えたが、その後もここは千葉氏の求心力のある土地であり続けた。笹川村の鎮守である笹川諏訪神社の宮司家は香取大宮司家と親戚であった。また同神社に隣接する延命寺は鹿島神宮寺の末寺であり、この土地が古くから鹿島・香取両神宮と縁が深かったことが窺える。室町時代におきた隣郡の鹿島氏の内紛では、当主の鹿島義幹が一時、東氏を頼って逃げてきている。重複するが、千葉氏との関わりがこの土地は強く、須賀山城跡の側にある東福寺は実質的な最後の千葉宗家当主であった、千葉邦胤が灌頂会を行った寺である。

### 沿革
- 1955年（昭和30年）7月20日 - 笹川町・橘村・神代村・東城村の1町3村が合併し、東庄町が発足。
- 1956年（昭和31年）4月15日 - 櫻井地区が干潟町へ編入。
- 1961年（昭和36年）9月1日 - 東庄町の一部を干潟町へ編入。
- 1965年（昭和40年） - 国道356号が制定。
- 1971年（昭和46年）1月 - 利根川河口堰が竣工。
- 1979年（昭和54年）4月 - 防災行政無線運用開始（当時の夕方のチャイムは「夕焼け小焼け（鐘系）」）。
- 2000年（平成12年）4月 - 防災行政無線放送等変更。
- 2007年（平成19年）11月13日 - 東洋合成工業千葉工場（東庄町工業団地）にて爆発事故が発生。2人死亡。重軽傷者数名。
- 2015年（平成27年）7月20日 - 防災行政無線の夕方のチャイム「みたみわれ（ギター調）」放送開始。
- 2017年（平成29年）3月31日 - 過疎地域に指定。千葉県内の過疎地域市町村は、当町のほかは全て房総半島南部（長南町・大多喜町・勝浦市・鴨川市（旧天津小湊町）・南房総市・鋸南町）であり、県北部の過疎地域は当町が唯一である。

### 行政区域変遷
- 変遷の年表

| 東庄町町域の変遷（年表） | 東庄町町域の変遷（年表） | 東庄町町域の変遷（年表） |
| 年                       | 月日                     | 現東庄町町域に関連する行政区域変遷 |
| ------------------------ | ------------------------ | --- |
| 1889年（明治22年）       | 4月1日                   | 町村制施行に伴い、以下の村がそれぞれ発足。 - 笹川村 ← 須賀山村・鹿野戸村 - 神代村 ← 桜井村・大久保村・舟戸村・東和田村・神田村・小貝野村・窪野谷村・平山村・高部村・大友村 - 橘村 ← 石出村・東和泉村・新宿村・羽計村・谷津村・今郡村・宮本村・青馬村 - 東城村 ← 小南村・粟野村・小座村・八重穂村・夏目村 |
| 1907年（明治40年）       | 8月1日                   | 笹川村が町制施行し笹川町となる。 |
| 1955年（昭和30年）       | 7月20日                  | 笹川町・橘村・神代村・東城村が合併し、東庄町が発足。 |
| 1956年（昭和31年）       |                          | 東庄町の一部（桜井）は干潟町に編入。 |

- 変遷表

| 東庄町町域の変遷表 | 東庄町町域の変遷表 | 東庄町町域の変遷表  | 東庄町町域の変遷表 | 東庄町町域の変遷表  | 東庄町町域の変遷表     | 東庄町町域の変遷表  | 東庄町町域の変遷表 |
| 1868年 以前        | 1868年 以前        | 明治元年 - 明治22年 | 明治22年 4月1日    | 明治22年 - 昭和19年 | 昭和20年 - 昭和64年    | 平成元年 - 現在     | 現在               |
| ------------------ | ------------------ | ------------------- | ------------------ | ------------------- | ---------------------- | ------------------- | ------------------ |
|                    | 須賀山村           | 須賀山村            | 笹川村             | 明治40年8月1日 町制 | 昭和30年7月20日 東庄町 | 東庄町              | 東庄町             |
|                    | 鹿戸村             |                     | 笹川村             | 明治40年8月1日 町制 | 昭和30年7月20日 東庄町 | 東庄町              | 東庄町             |
|                    | 石出村             | 石出村              | 橘村               | 橘村                | 昭和30年7月20日 東庄町 | 東庄町              | 東庄町             |
|                    | 和泉村             | 明治2年 東和泉村    | 橘村               | 橘村                | 昭和30年7月20日 東庄町 | 東庄町              | 東庄町             |
|                    | 新宿村             |                     | 橘村               | 橘村                | 昭和30年7月20日 東庄町 | 東庄町              | 東庄町             |
|                    | 羽計村             |                     | 橘村               | 橘村                | 昭和30年7月20日 東庄町 | 東庄町              | 東庄町             |
|                    | 谷津村             |                     | 橘村               | 橘村                | 昭和30年7月20日 東庄町 | 東庄町              | 東庄町             |
|                    | 今郡村             |                     | 橘村               | 橘村                | 昭和30年7月20日 東庄町 | 東庄町              | 東庄町             |
|                    | 宮本村             |                     | 橘村               | 橘村                | 昭和30年7月20日 東庄町 | 東庄町              | 東庄町             |
|                    | 青馬村             |                     | 橘村               | 橘村                | 昭和30年7月20日 東庄町 | 東庄町              | 東庄町             |
|                    | 小南村             | 小南村              | 東城村             | 東城村              | 昭和30年7月20日 東庄町 | 東庄町              | 東庄町             |
|                    | 粟野村             |                     | 東城村             | 東城村              | 昭和30年7月20日 東庄町 | 東庄町              | 東庄町             |
|                    | 小座村             |                     | 東城村             | 東城村              | 昭和30年7月20日 東庄町 | 東庄町              | 東庄町             |
|                    | 八重穂村           |                     | 東城村             | 東城村              | 昭和30年7月20日 東庄町 | 東庄町              | 東庄町             |
|                    | 夏目村             |                     | 東城村             | 東城村              | 昭和30年7月20日 東庄町 | 東庄町              | 東庄町             |
|                    | 大久保村           | 大久保村            | 神代村             | 神代村              | 昭和30年7月20日 東庄町 | 東庄町              | 東庄町             |
|                    | 舟戸村             |                     | 神代村             | 神代村              | 昭和30年7月20日 東庄町 | 東庄町              | 東庄町             |
|                    | 和田村             | 明治2年 東和田村    | 神代村             | 神代村              | 昭和30年7月20日 東庄町 | 東庄町              | 東庄町             |
|                    | 神田村             |                     | 神代村             | 神代村              | 昭和30年7月20日 東庄町 | 東庄町              | 東庄町             |
|                    | 小貝野村           |                     | 神代村             | 神代村              | 昭和30年7月20日 東庄町 | 東庄町              | 東庄町             |
|                    | 窪野谷村           |                     | 神代村             | 神代村              | 昭和30年7月20日 東庄町 | 東庄町              | 東庄町             |
|                    | 平山村             |                     | 神代村             | 神代村              | 昭和30年7月20日 東庄町 | 東庄町              | 東庄町             |
|                    | 高部村             |                     | 神代村             | 神代村              | 昭和30年7月20日 東庄町 | 東庄町              | 東庄町             |
|                    | 大友村             |                     | 神代村             | 神代村              | 昭和30年7月20日 東庄町 | 東庄町              | 東庄町             |
|                    | 桜井村             | 桜井村              | 神代村             | 神代村              | 昭和31年 干潟町に編入  | 平成17年7月1日 旭市 | 旭市               |

## 人口
平成27年（2015年）国勢調査より前回調査からの人口増減をみると、6.61%減の14,152人であり、増減率は千葉県下54市町村中43位、60行政区域中49位。
| |                                        |  |
| 東庄町と全国の年齢別人口分布（2005年） | 東庄町の年齢・男女別人口分布（2005年） |  |
| ■紫色 ― 東庄町 ■緑色 ― 日本全国 | ■青色 ― 男性 ■赤色 ― 女性              |  |
| 東庄町（に相当する地域）の人口の推移 \| 1970年（昭和45年） \| 14,857人 \| \| \| 1975年（昭和50年） \| 17,288人 \| \| \| 1980年（昭和55年） \| 18,205人 \| \| \| 1985年（昭和60年） \| 18,337人 \| \| \| 1990年（平成2年） \| 17,988人 \| \| \| 1995年（平成7年） \| 17,739人 \| \| \| 2000年（平成12年） \| 17,076人 \| \| \| 2005年（平成17年） \| 16,166人 \| \| \| 2010年（平成22年） \| 15,154人 \| \| \| 2015年（平成27年） \| 14,152人 \| \| \| 2020年（令和2年） \| 13,228人 \| \| |                                        |  |
| 総務省統計局 国勢調査より |                                        |  |
| 1970年（昭和45年） | 14,857人                               |  |
| 1975年（昭和50年） | 17,288人                               |  |
| 1980年（昭和55年） | 18,205人                               |  |
| 1985年（昭和60年） | 18,337人                               |  |
| 1990年（平成2年） | 17,988人                               |  |
| 1995年（平成7年） | 17,739人                               |  |
| 2000年（平成12年） | 17,076人                               |  |
| 2005年（平成17年） | 16,166人                               |  |
| 2010年（平成22年） | 15,154人                               |  |
| 2015年（平成27年） | 14,152人                               |  |
| 2020年（令和2年） | 13,228人                               |  |

## 行政
- 人口1,000人当たり職員数7.00人（千葉県内町村中最少。千葉県内町村の平均は9.44人）
- ラスパイレス指数97.5（千葉県内市町村の平均は100.5）
- 人口一人当たり人件費・物件費等決算額90,186円（千葉県内市町村の平均は112,960円）
- 人口一人当たり地方債現在高301,250円（千葉県内市町村の平均は334,430円）

### 首長
- 町長
  - 岩田利雄[3]

### 立法

#### 県政
- 千葉県議会
  - 選挙区：香取郡で一つの選挙区をなす。

#### 国政
- 衆議院
  - 選挙区：全域が千葉県第10区に属する。
- 参議院
  - 選挙区：千葉県選挙区に属する。

## 経済

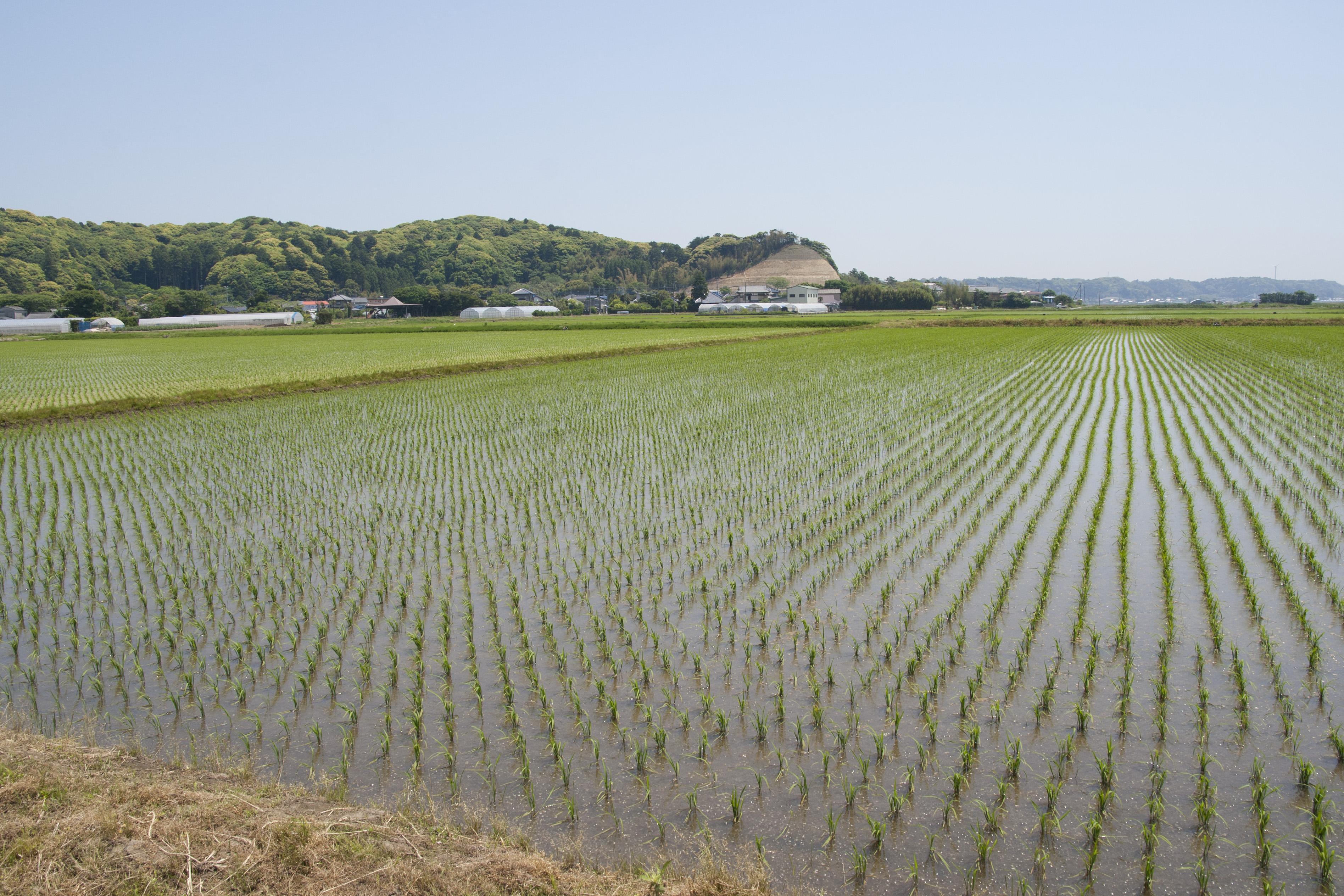
大字夏目の水田地帯

### 産業
基幹産業は第一次産業が盛んである。
- 農業

#### 金融機関
- 千葉銀行 笹川支店
- 銚子信用金庫 東庄支店
- 佐原信用金庫 笹川支店
- 銚子商工信用組合 東庄支店

## 地域
人口1,000人当たりの犯罪件数が5.58件（平成19年）と千葉県内で最も少ない。千葉県平均は17.28件。

### 教育

#### 中学校
- 東庄町立東庄中学校

#### 小学校
- 東庄町立東庄小学校

#### 幼稚園
- 東庄町立神代幼稚園
- 東庄町立笹川幼稚園
- 東庄町立橘幼稚園
- 東庄町立石出幼稚園
- 東庄町立東城幼稚園

#### 児童福祉施設
- 私立
  - 神代保育園
  - 笹川中央保育園
  - 橘保育園

## 交通

### 鉄道路線

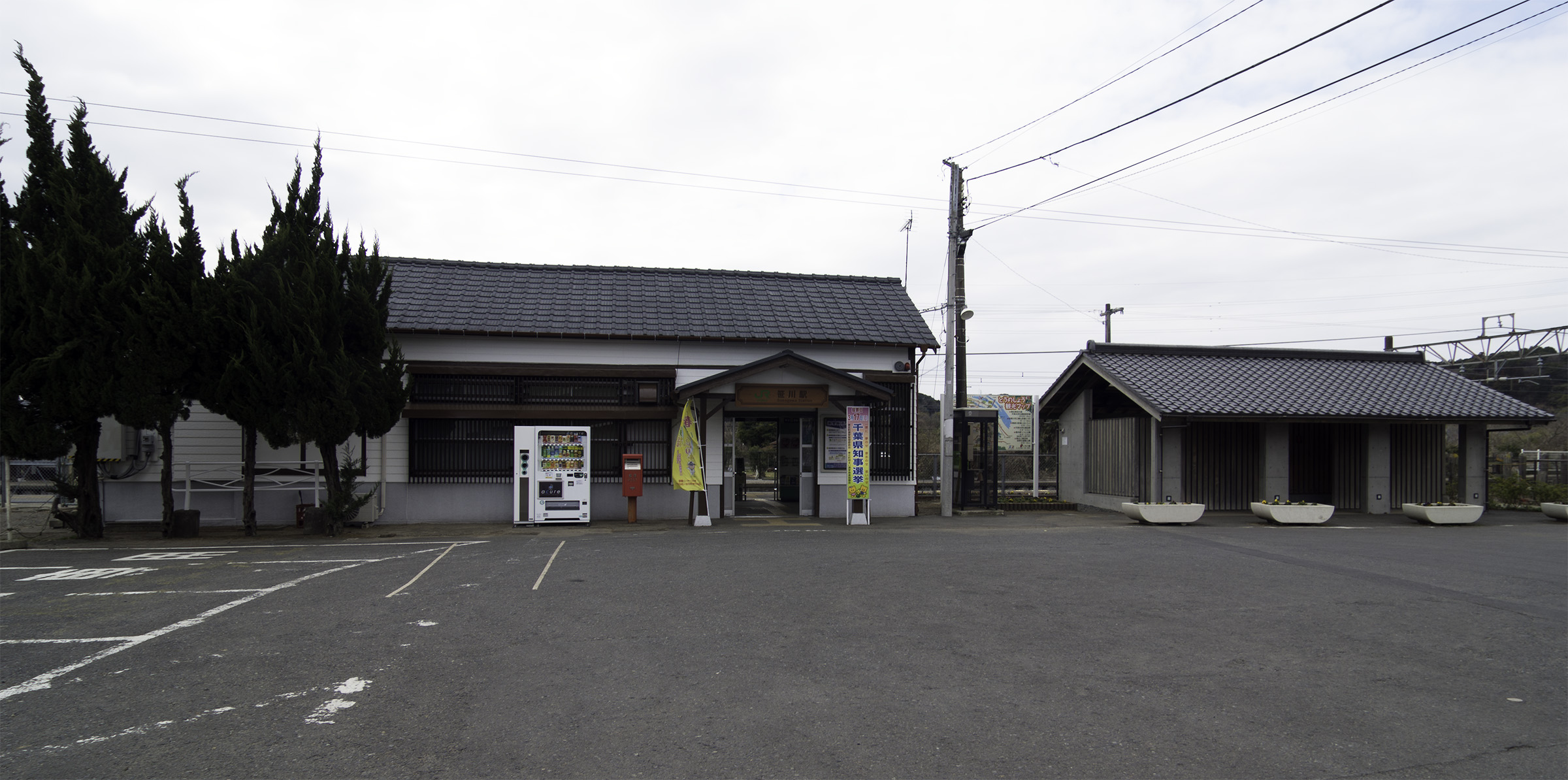
笹川駅（JR東日本）

中心となる駅：笹川駅
東日本旅客鉄道（JR東日本）
■成田線
笹川駅 - 下総橘駅

### バス路線

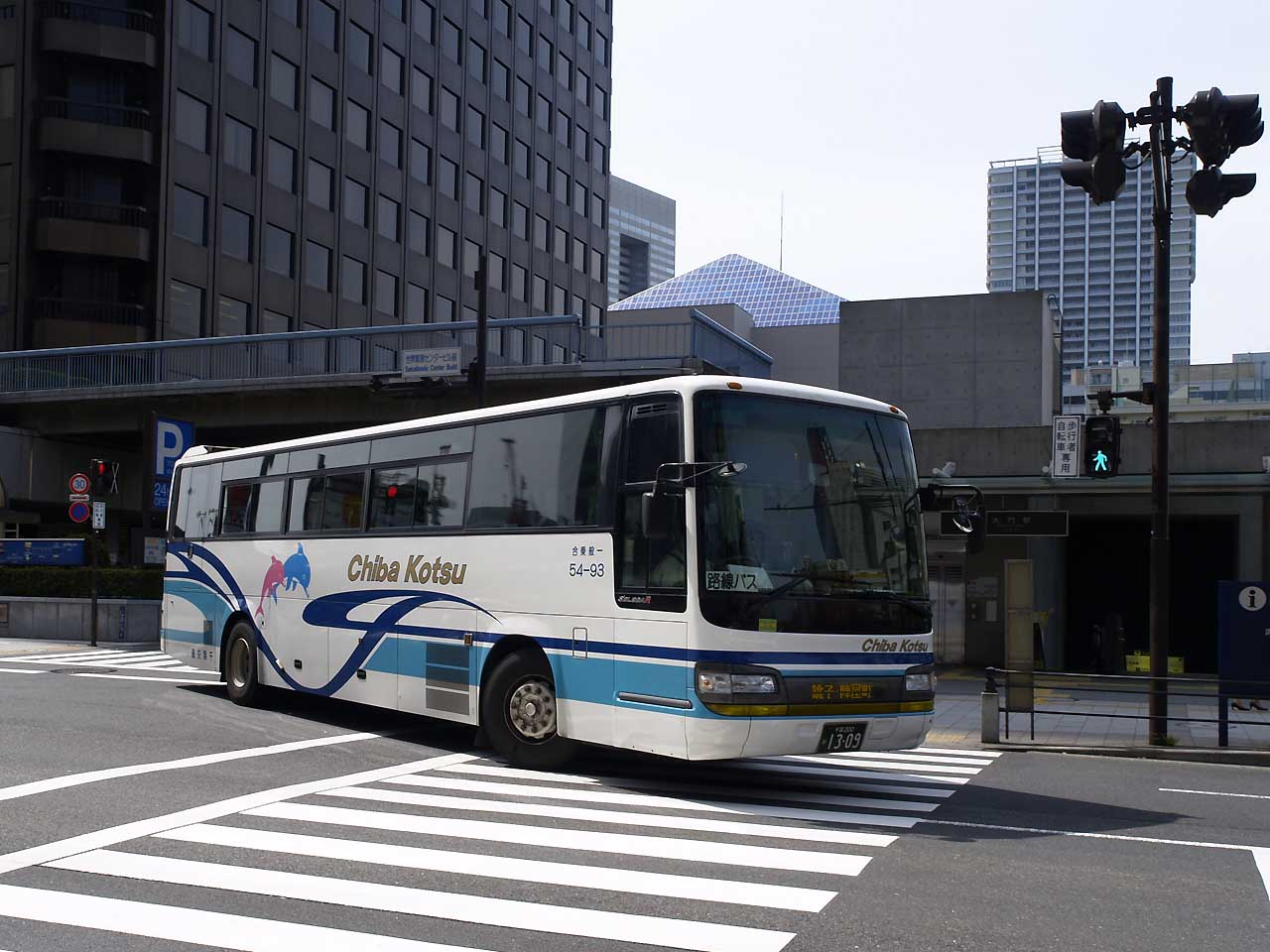
利根ライナー号（千葉交通）

東庄町内で運行されているバス路線は、東京方面を結ぶ高速バスと、隣街から町内を結ぶ一般路線バスが運行されている。

#### 高速バス
※太字は、東庄町内に停車する主な高速バスの停留所を示す。また、「利根ライナー号（佐原ルート）」は、佐原駅 - 銚子駅間の途中バス停で乗降可能。
| 系統                                | 経由地                                                         | 行先                                           | 運行会社           |
| ----------------------------------- | -------------------------------------------------------------- | ---------------------------------------------- | ------------------ |
| 高速 利根ライナー号（小見川ルート） | 高速松岸・橘・東庄・小見川・佐原香取IC・酒々井                 | バスターミナル東京八重洲 （京成バス1番乗り場） | 千葉交通           |
| 高速 利根ライナー号（小見川ルート） | 高速松岸・橘・東庄・小見川・佐原香取IC・酒々井                 | 銚子駅・陣屋町                                 | 千葉交通           |
| 高速 利根ライナー号（佐原ルート）   | 高速松岸・橘・東庄・小見川駅・佐原駅北口・神崎・酒々井         | バスターミナル東京八重洲                       | 千葉交通           |
| 高速 利根ライナー号（佐原ルート）   | 高速松岸・橘・東庄・小見川駅・佐原駅北口・神崎・酒々井         | 銚子駅                                         | 千葉交通           |
| 夜行 大阪-銚子線                    | 東庄・小見川・佐原駅北口・成田空港・京成成田駅・四街道・秋葉原 | 京都駅・なんば・湊町                           | 千葉交通、南海バス |
| 夜行 大阪-銚子線                    | 東庄・小見川・佐原駅北口・成田空港・京成成田駅・四街道・秋葉原 | 銚子駅                                         | 千葉交通、南海バス |

### 道路
一般国道
- 国道356号

主要地方道
- 千葉県道74号多古笹本線

都道府県道
- 千葉県道209号笹川停車場線
- 千葉県道260号谷原息栖東庄線
- 千葉県道265号小見川海上線
- 千葉県道266号旭笹川線
- 千葉県道267号下総橘停車場東城線

自転車道
- 千葉県道404号銚子小見川佐原自転車道線

## 名所・旧跡・観光スポット・祭事・催事

### 名所・旧跡・観光スポット
- 東大社
- 左右神社
- 諏訪大神
  - 天保水滸伝遺品館
- 延命寺
  - 笹川繁蔵の碑
  - 平手造酒の墓
- 福聚寺
  - 鉄牛和尚の墓
- 大友城跡
- 千葉県立東庄県民の森
- 利根川河口堰
- 黒部川水門
- いちご狩り - 毎年1月上旬から5月下旬まで

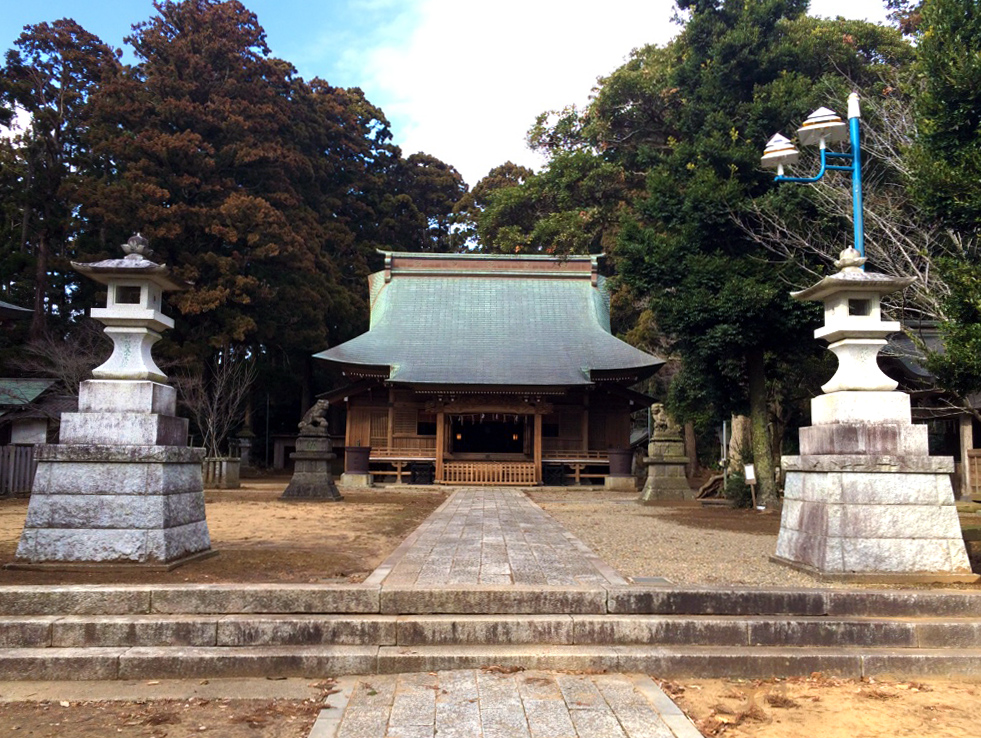
東大社
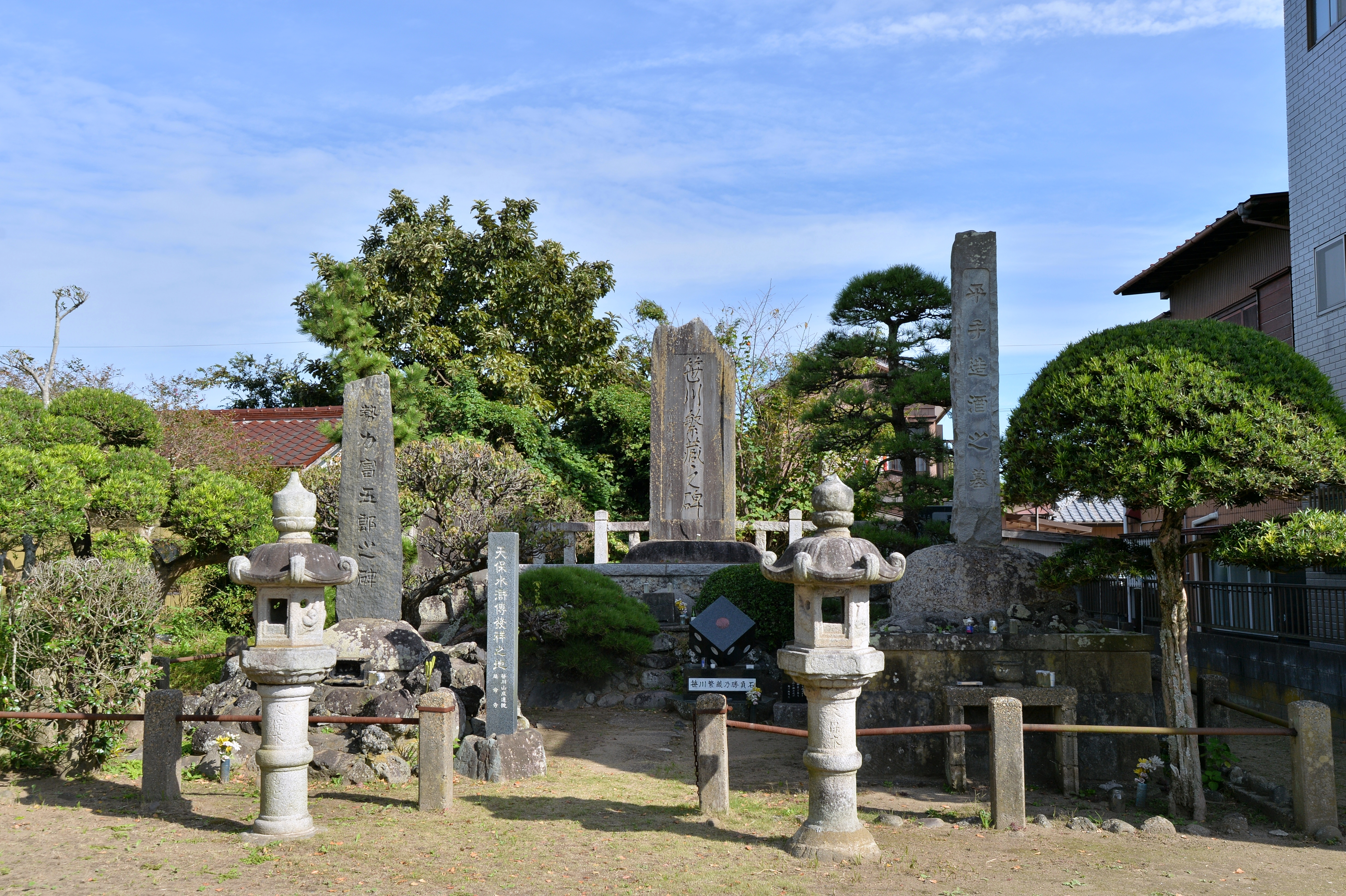
延命寺に所在する、笹川繁蔵・平手造酒の勢力と富五郎の笹川一家3人衆の墓や碑。
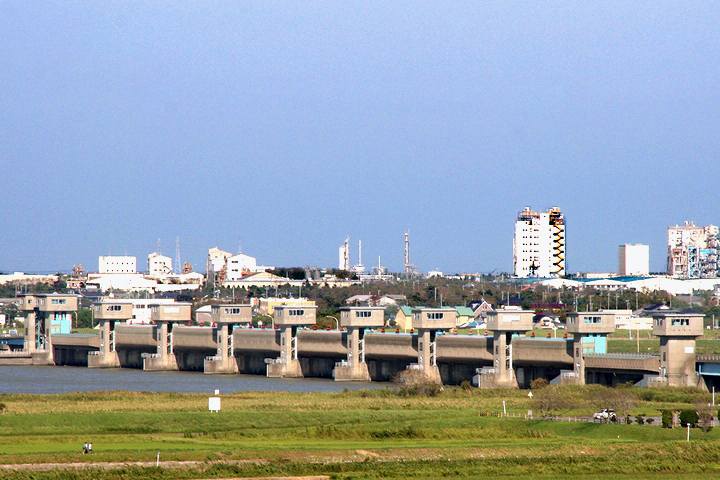
利根川河口堰
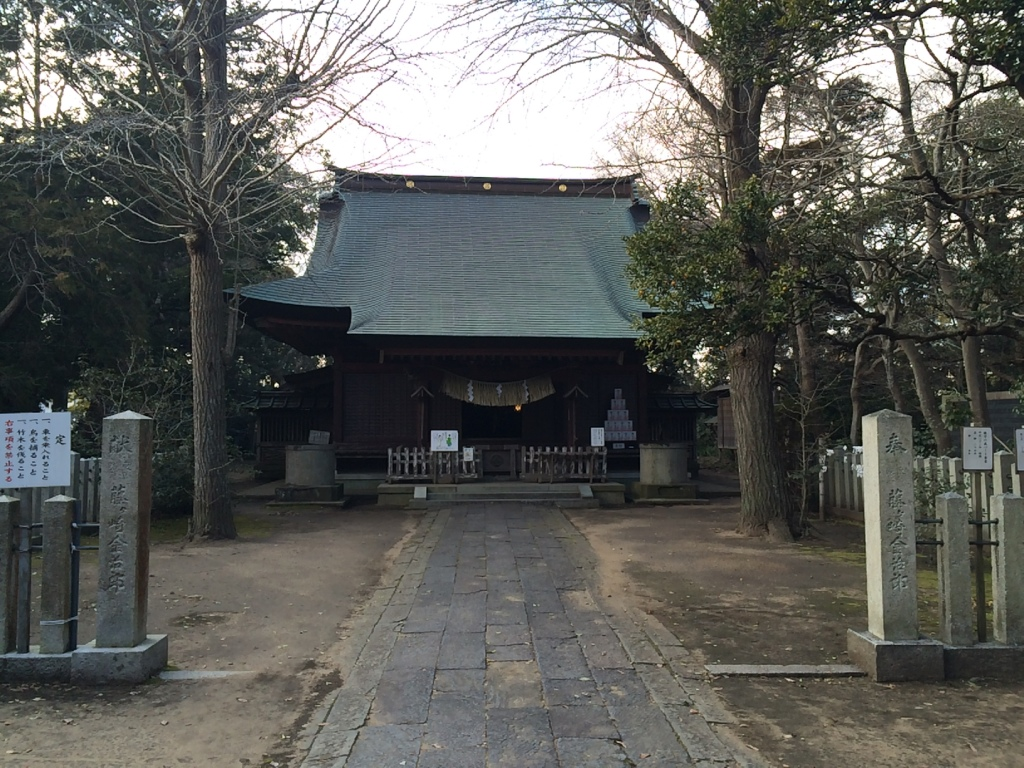
諏訪大神
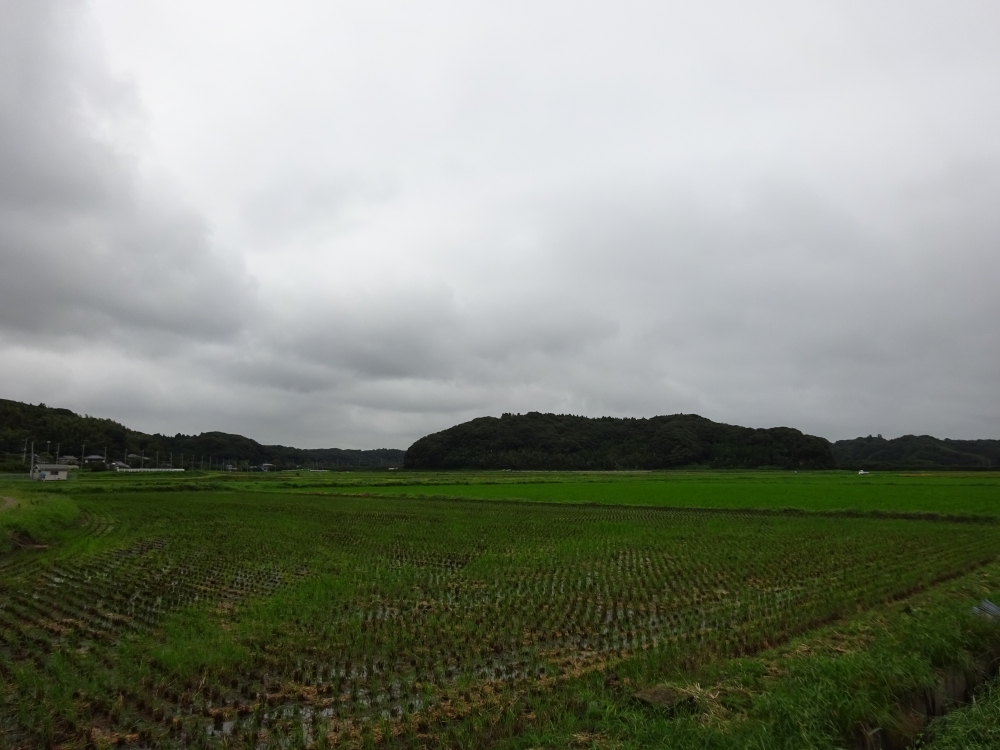
大友城跡

### 祭事・催事
- 左右大神の神楽 4月第1土曜
- 諏訪神社春季例祭（笹川の神楽） 4月第1土曜
- 東大社春季例祭 4月8日
- 雲井岬つつじまつり 4月中旬 - 5月中旬
- 諏訪大神相撲大会 7月最終土曜日
- 東大社やぶさめ神事 10月20日
- 東庄ふれあいまつり 11月3日（過去に林家ペー・パー子夫妻が司会を務めていた地域イベント）

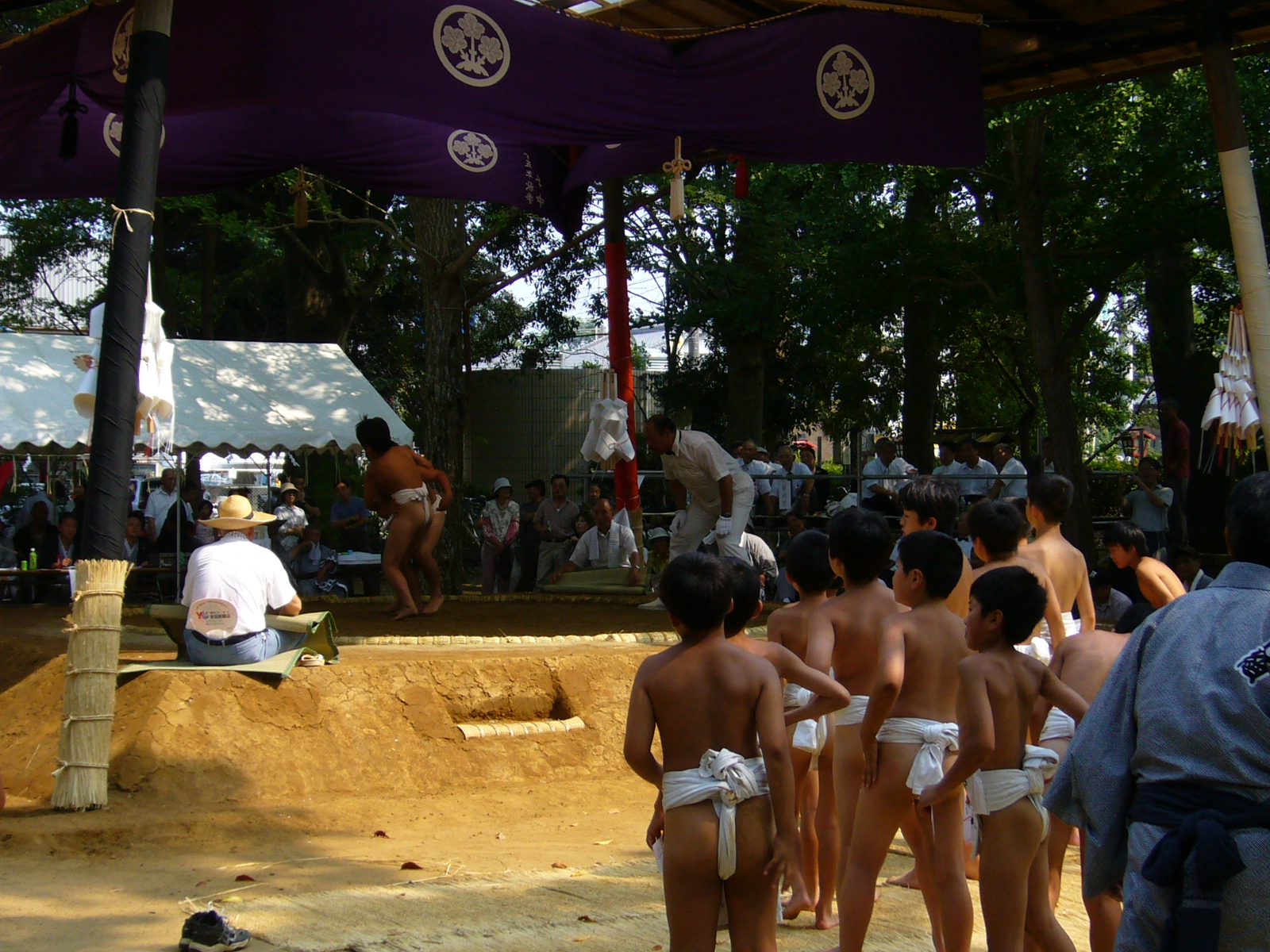
諏訪大神の相撲大会
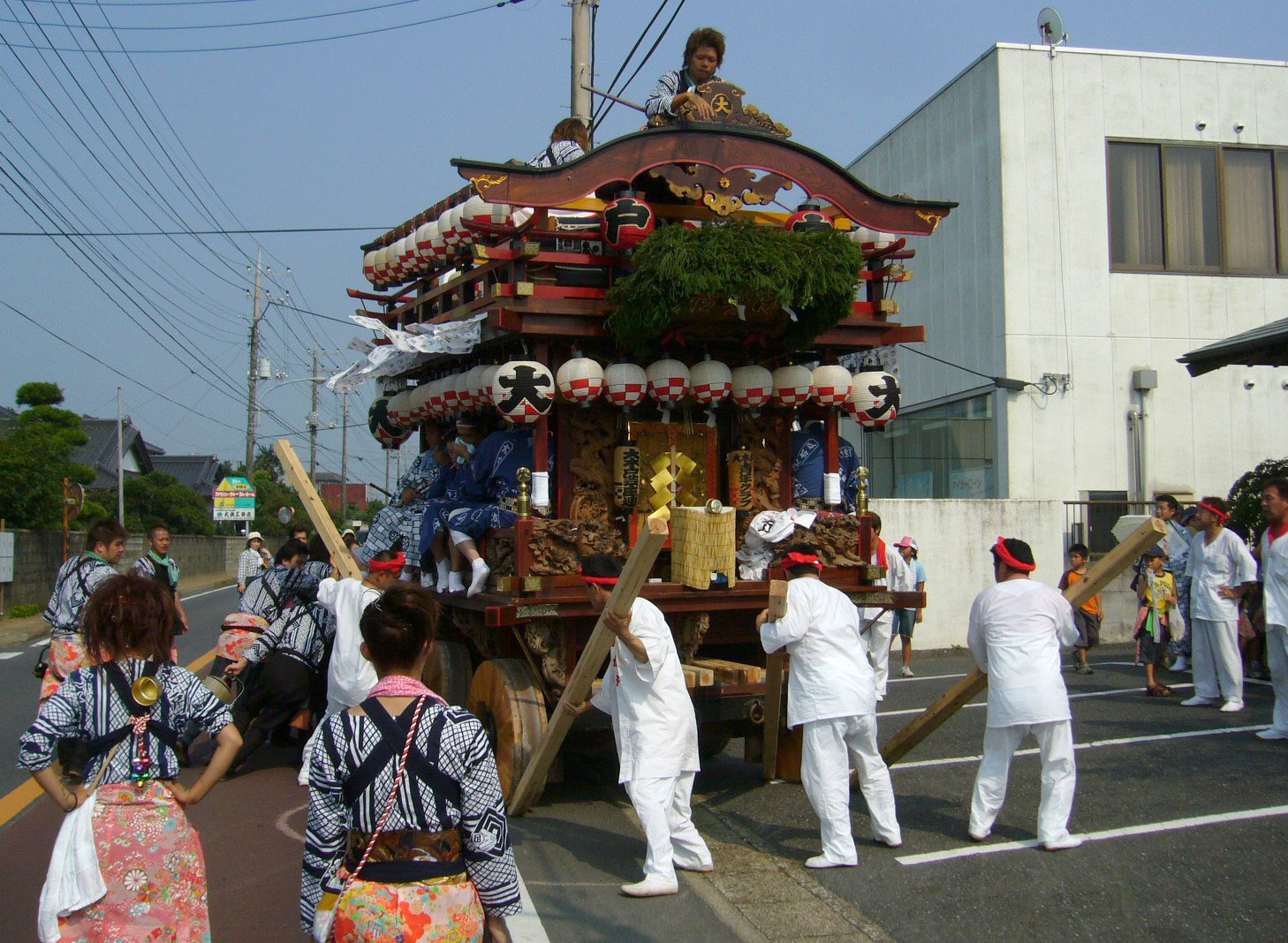
諏訪大神祭礼の山車

### 名物・名産
- いちご（アイベリー）：町内の観光いちご園でいちご狩りができる。大粒で味、香り、艶、甘さもいいが生育が難しいため希少価値が高い。
- コカブ（ホワイトボール等）：京浜市場でのシェアトップ。
- しじみ丼
- 鯉・鮒・ウナギ・シジミなどの加工品。
- 醤油（入正醤油株式会社）：1985年（昭和60年）NHK連続テレビ小説『澪つくし』の舞台となった醤油蔵。2017年11月時点でも地場産業として有名であり[5]、昔ながらの十水仕込みを秋田杉の大桶で熟成させている。

### 文化財
千葉県指定および文化財一覧。
| 番号 | 指定・登録 | 類別                 | 名称                                                | 所在地                    | 所有者または管理者 | 指定年月日      | 備考       |
| ---- | ---------- | -------------------- | --------------------------------------------------- | ------------------------- | ------------------ | --------------- | ---------- |
| 1    | 県指定     | 有形文化財（絵画）   | 紙本著色鉄牛和尚像                                  | 香取郡東庄町小南690       | 福聚寺             | 昭和45年4月17日 | 1幅        |
| 2    | 県指定     | 有形文化財（絵画）   | 紙本著色隠元和尚像1幅・木庵和尚像1幅・鉄牛和尚像1幅 | 香取郡東庄町小南690       | 福聚寺             | 昭和45年4月17日 | 3幅        |
| 3    | 県指定     | 有形文化財（絵画）   | 絹本著色十六羅漢像図                                | 香取郡東庄町小南1021      | 蔵福寺             | 昭和46年3月26日 | 4巻        |
| 4    | 県指定     | 有形文化財（彫刻）   | 木造妙見菩薩立像                                    | 香取郡東庄町笹川イ4713-11 | 東庄町             | 平成13年3月30日 | 1躯        |
| 5    | 県指定     | 有形文化財（典籍）   | 伝東常縁筆詠草断簡                                  | 香取郡東庄町宮本406       | 東大神             | 平成11年3月30日 | 1幅        |
| 6    | 県指定     | 有形文化財（書跡）   | 隠元・木庵・即非墨蹟                                | 香取郡東庄町小南690       | 福聚寺             | 昭和45年4月17日 | 1幅        |
| 7    | 県指定     | 有形文化財（古文書） | 天正検地帳                                          | 香取郡東庄町ほか          | 東庄町ほか         | 昭和57年4月6日  | 18件・71冊 |
| 8    | 県指定     | 無形民俗文化財       | 笹川の神楽                                          | 諏訪神社                  | 諏訪神社氏子総代会 | 昭和40年4月27日 |            |
| 9    | 県指定     | 記念物（史跡）       | 鉄牛和尚墓                                          | 香取郡東庄町小南690       | 福聚寺             | 昭和45年4月17日 |            |

## 著名な出身者
- 千葉邦胤（千葉氏第29代当主）
- 笹川繁蔵（江戸時代の侠客、力士）
- 平手造酒（江戸時代の剣客）
- 林大幹（元環境庁長官）
- 林幹雄（林大幹の長男。元経済産業大臣、元国家公安委員会委員長）

## 東庄町を舞台・ロケ地とした作品
- 天保水滸伝NEO - 浪曲『天保水滸伝』を元にしたテレビアニメ、および東庄町のPRキャラクター作品。